# Incidente ferroviario di Tempe
L'incidente ferroviario di Tempe è stato un grave sinistro ferroviario avvenuto il 28 febbraio 2023 tra un treno passeggeri e un treno merci presso la valle di Tempe, in Tessaglia, in Grecia centro-orientale, pochi chilometri a nord della città di Larissa. Nell'incidente persero la vita 57 persone e almeno 85 rimasero ferite. È considerato il peggiore incidente ferroviario della storia ellenica.

## Contesto
Il treno passeggeri Intercity 62, trainato dal locomotore elettrico Siemens Mobility 120-022, è partito da Atene per Salonicco (direzione da sud a nord) con a bordo circa trecentocinquanta passeggeri, tra cui molti studenti che avevano approfittato del weekend lungo di carnevale (lunedì era un giorno festivo in Grecia). Il treno merci proveniente da Salonicco e diretto a Larissa (direzione da nord a sud), anch'esso trainato da una locomotiva elettrica della serie E 120, procedeva sulla linea di sinistra, normale senso di marcia. Il treno passeggeri è arrivato a Larissa con ritardo ed è partito dalla stazione di Larissa alle 23.00, entrando alla linea di sinistra, così che entrambi i treni viaggiavano sullo stesso binario in direzione opposta.
La collisione è avvenuta alle ore 23:22 sulla linea Atene-Salonicco, gestita dalla società Hellenic Train, che dal 14 settembre 2017 è entrata a far parte del gruppo Ferrovie dello Stato Italiane. La Hellenic Train fornisce i servizi di trasporto merci e passeggeri e i servizi di logistica mentre la manutenzione e la gestione della rete ferroviaria è nelle mani dell’azienda statale greca OSE (e ERGOSE). Il tratto su cui è avvenuto l'incidente è a doppio binario con deviazioni e segnalamento elettrico, che non funzionavano.

## Collisione
Il treno passeggeri e il treno merci si sono scontrati frontalmente nei pressi del villaggio di Evangelismós, alle 23:22. La collisione ha provocato un'esplosione istantanea e un successivo incendio che ha consumato le due carrozze anteriori del treno passeggeri e ha fatto deragliare la maggior parte delle successive carrozze. L’incidente ha provocato la morte di almeno cinquantasette persone, il ferimento di almeno ottantacinque, di cui diverse in terapia intensiva in condizioni critiche. Tra i morti sono 8 dipendenti delle ferrovie, tra cui i due macchinisti del treno merci e i due macchinisti del treno passeggeri.

## Conseguenze
Sul posto sono intervenute diciassette autopompe e centocinquanta vigili del fuoco per domare le fiamme. Le operazioni di soccorso sono state rapidamente messe in atto, dispiegando sul posto quaranta ambulanze e più di trenta agenti di polizia. Nelle operazioni di soccorso i vigili del fuoco hanno utilizzato delle autogru per sollevare due carrozze e la carrozza ristorante, per poi rimuovere i componenti metallici in modo graduale per cercare morti e feriti. Le condizioni in cui hanno operato le forze erano molto difficili, poiché parti del treno non avevano più forma vista la violenza dell'impatto e dell’incendio.
Duecentocinquanta passeggeri sopravvissuti sono stati evacuati dal luogo dell'incidente con autobus diretti a Salonicco, compresi quelli con ferite lievi. All'ospedale di Larissa sono arrivati i parenti delle vittime provenienti da molte regioni del paese. I parenti hanno dovuto fornire un campione di DNA, poiché questo era l'unico modo per completare il processo di identificazione dei corpi, perlopiù carbonizzati.
In seguito all'incidente è stata organizzata una riunione di emergenza del governo greco. Il Presidente della Repubblica, Katerina Sakellaropoulou, ha interrotto la sua visita ufficiale in Moldavia per visitare il luogo dell’incidente. Inoltre sul posto si sono recati il Primo Ministro, Kyriakos Mitsotakis, e il Ministro dei Trasporti e delle Infrastrutture, Kostas Karamanlis, che si è dimesso nel pomeriggio del 1º marzo, il leader dell'opposizione Alexis Tsipras, il presidente del PASOK-KINAL Nikos Androulakis e il segretario generale del KKE, Dīmītrios Koutsoumpas. Il primo ministro Kyriákos Mitsotakis ha dichiarato tre giorni di lutto nazionale. Il direttore generale dell'OSE, Spyros Pateras, e il direttore generale dell'ERGOSE, Christos Vinis, si sono dimessi dopo l'incidente ferroviario.
La polizia ha interrogato I due ferrovieri operanti nel momento dell’incidente alla stazione di Larissa, da dove il treno passeggeri era partito. In seguito, il capostazione di Larissa è stato arrestato nell'ambito dell'indagine sull'incidente. È accusato di omicidio colposo per negligenza e rischia da dieci anni all'ergastolo.
Il presidente del sindacato dei macchinisti delle ferrovie elleniche ha denunciato la mancanza di sicurezza su questa linea: il sistema di controllo dei treni è ancora manuale, ovvero il traffico viene regolato telefonicamente dai capi stazione, che danno il via libera al passaggio dei convogli, i sistemi elettronici non funzionano, sistemi che avrebbero potuto evitare la collisione dei due treni. I rappresentanti sindacali avevano regolarmente avvertito il governo dei guasti della rete e della mancanza di personale, ma non erano stati ascoltati.
Anche se in un primo momento il primo ministro greco aveva parlato di un tragico errore umano, successivamente ha riconosciuto le  "debolezze croniche" nel sistema ferroviario greco e come i ritardi nella modernizzazione delle ferrovie sono l’origine di questo incidente. Alcuni lo vedono come il risultato dello stato fatiscente di una rete ferroviaria trascurata per decenni, soprattutto dopo la crisi economica  (2010-2018) e le misure di austerità imposte dall'Unione europea che hanno portato, nel 2017, alla privatizzazione della compagnia ferroviaria greca OSE, ora Hellenic Train.
Nei giorni successivi all'incidente, marce di protesta sono state organizzate da sindacati, associazioni studentesche e altre organizzazioni ad Atene, Pireo, Larissa, Salonicco, Patrasso e altre città della Grecia. Il motto più diffuso tra i manifestanti è "chiamami quando arrivi" (frase tipica di un genitore rivolta al figlio in viaggio). In molti casi la polizia ha usato lacrimogeni per disperdere i manifestanti.